# Kadokawa Future Publishing
Kadokawa Key-Process Co., Ltd. (株式会社KADOKAWA KEY-PROCESS?, Kabushiki-gaisha Kadokawa Key Process) è una società giapponese appartenente a Kadokawa Corporation che si occupa di prodotti editoriali (manga, romanzi, light novel, periodici, giochi da tavolo ed altri prodotti con otto differenti marchi editoriali. La società era inizialmente la madre delle altre del gruppo ma  ha poi attraversato varie trasformazioni aziendali e il primo luglio 2019 il nome divenne Kadokawa Future Publishing. Il primo dicembre 2023 fu ribattezzata Kadokawa Key-Process.